# Ceny Franklinova institutu
Ceny Franklinova Institutu (nebo též Medaile Benjamina Franklina) jsou ocenění udělovaná od roku 1948 Franklinovým institutem ve Filadelfii, USA v oblastech přírodních věd a technologií. Ceny Franklinova Institutu zahrnují Medaili Benjamina Franklina v sedmi oblastech vědy a techniky, Bowerovo ocenění za úspěch ve vědě a Bowerovu cenu za vůdčí roli v obchodě udělovanou osobnostem, které prokázaly mimořádné výkony v rámci amerického obchodu a průmyslu, aniž by se vzdaly nejvyšších etických standardů.

## Medaile Benjamina Franklina
Medaile Benjamina Franklina byly vytvořeny roku 1998 reorganizací a rozčleněním všech medailí do té doby udělovaných Franklinovým institutem do sedmi oblastí vědeckého bádání. Jsou jimi chemie, výpočetní a kognitivní vědy, vědy o Zemi a životním prostředí, elektrotechnické inženýrství, vědy o živém, strojírenství a fyziky. První Medaile Benjamina Franklina byly uděleny v roce 1998.
Medailisté jsou vybíráni Výborem pro vědu a umění (Committee on Science and the Arts, CS&A) po důkladném výběru a průzkumu kandidátů.

## Bowerovy ceny
Bowerovo ocenění za úspěch ve vědě a Bowerova cena za vůdčí roli v obchodě jsou novějšími oceněními zřízenými z odkazu továrníka z oblasti chemického průmyslu Henryho Bowera z roku 1988 ve výši 7,5 milionů dolarů.

## Neúplný seznam laureátů
- 1998 – Ahmed H. Zewail (Chemie)
- 1998 – Daniel C. Tsui (Fyzika)
- 1998 – Horst L. Stormer (Fyzika)
- 1998 – Robert B. Laughlin (Fyzika)
- 1998 – Stanley B. Prusiner (biologie)
- 1998 – David N. Payne (Inženýrství)
- 1998 – Emmanuel Desurvire (Inženýrství)
- 1999 – Barry J. Marshall (biologie)
- 1999 – Douglas C. Engelbart (Výpočetní technika a kognitivní vědy)
- 1999 – John C. Mather (Fyzika)
- 1999 – Noam Chomsky (Výpočetní technika a kognitivní vědy)
- 1999 – Akira Tonomura (Fyzika)
- 1999 – Richard W. Shorthill (Výpočetní technika a kognitivní vědy)
- 1999 – Victor Vali (Výpočetní technika a kognitivní vědy)
- 1999 – Walter Kaminsky (Chemie)
- 2000 – Carl Wieman (Fyzika)
- 2000 – Eric Cornell (Fyzika)
- 2000 – John Cocke (Výpočetní technika a kognitivní vědy)
- 2000 – Robert H. Grubbs (Chemie)
- 2000 – Wolfgang Ketterle (Fyzika)
- 2000 – Antoine Labeyrie (Elektrické inženýrství)
- 2000 – Eville Gorham (Vědy o Zemi)
- 2000 – Gordon Danby (Strojírenství)
- 2000 – James R. Powell (Strojírenství)
- 2001 – Alan H. Guth (Fyzika)
- 2001 – K. Barry Sharpless (Chemie)
- 2001 – Marvin Minsky (Výpočetní technika a kognitivní vědy)
- 2001 – Bernard Widrow (Elektrické inženýrství)
- 2001 – Judah Folkman (biologie)
- 2001 – Rob Van der Voo (Vědy o Zemi)
- 2002 – Shuji Nakamura (Inženýrství)
- 2002 – Alexandra Navrotsky (Vědy o Zemi)
- 2002 – Lucy Suchman (Výpočetní technika a kognitivní vědy)
- 2002 – Mary-Dell Chilton (biologie)
- 2002 – Norman L. Allinger (Chemie)
- 2002 – Sumio Iijima (Fyzika)
- 2003 – Jane Goodall (biologie)
- 2003 – John McCarthy (Výpočetní technika a kognitivní vědy)
- 2003 – Masatoshi Koshiba (Fyzika)
- 2003 – Raymond Davis (Fyzika)
- 2003 – Bishnu S. Atal (Elektrické inženýrství)
- 2003 – Charles H. Thornton (Inženýrství)
- 2003 – John N. Bahcall (Fyzika)
- 2003 – Joseph Smagorinsky (Vědy o Zemi)
- 2003 – Norman A. Phillips (Vědy o Zemi)
- 2003 – Robin M. Hochstrasser (Chemie)
- 2004 – Richard M. Karp (Výpočetní technika a kognitivní vědy)
- 2004 – Harry B. Gray (Chemie)
- 2004 – Robert B. Meyer (Fyzika)
- 2004 – Robert E. Newnham (Elektrické inženýrství)
- 2004 – Roger Bacon (Strojírenství)
- 2005 – Andrew J. Viterbi (Elektrické inženýrství)
- 2005 – Aravind K. Joshi (Výpočetní technika a kognitivní vědy)
- 2005 – Elizabeth Helen Blackburn (biologie)
- 2005 – Peter R. Vail (Vědy o Zemi)
- 2005 – Yoichiro Nambu (Fyzika)
- 2006 – Donald Norman (Výpočetní technika a kognitivní vědy)
- 2006 – Fernando Nottebohm (biologie)
- 2006 – Giacinto Scoles (Fyzika)
- 2006 – J. Peter Toennies (Fyzika)
- 2006 – Luna B. Leopold (Vědy o Zemi)
- 2006 – M. Gordon Wolman (Vědy o Zemi)
- 2006 – Ray W. Clough (Inženýrství)
- 2006 – Samuel J. Danishefsky (Chemie)
- 2007 – Arthur B. McDonald (Fyzika)
- 2007 – Klaus Biemann (Chemie)
- 2007 – Merton C. Flemings (Materiálové inženýrství)
- 2007 – Nancy Wexler (biologie)
- 2007 – Robert H. Dennard (Elektrické inženýrství)
- 2007 – Steven W. Squyres (Vědy o Zemi)
- 2007 – Yoji Totsuka (Fyzika)
- 2008 – Albert Eschenmoser (Chemie)
- 2008 – Arun Phadke (Elektrické inženýrství)
- 2008 – David Baulcombe (biologie)
- 2008 – Deborah Jin (Fyzika)
- 2008 – Gary Ruvkun (biologie)
- 2008 – James Thorp (Elektrické inženýrství)
- 2008 – Judea Pearl (Výpočetní technika a kognitivní vědy)
- 2008 – Victor Ambros (biologie)
- 2008 – Wallace Broecker (Vědy o Zemi)
- 2009 – George M. Whitesides (Chemie)
- 2009 – J. Frederick Grassle (Vědy o Zemi)
- 2009 – Lotfi A. Zadeh (Elektrické inženýrství)
- 2009 – Richard J. Robbins (Inženýrství)
- 2009 – Růžena Bajcsy (Výpočetní technika a kognitivní vědy)
- 2009 – Stephen J. Benkovic (biologie)
- 2010 – D. Brian Spalding (Strojírenství)
- 2010 – David J. Wineland (Fyzika)
- 2010 – Gerhard M. Sessler (Elektrické inženýrství)
- 2010 – J. Ignacio Cirac (Fyzika)
- 2010 – James E. West (Elektrické inženýrství)
- 2010 – JoAnne Stubbe (Chemie)
- 2010 – Peter C. Nowell (přírodní vědy)
- 2010 – Peter Zoller (Fyzika)
- 2010 – Shafrira Goldwasser (Výpočetní technika a kognitivní vědy)
- 2011 – Dean Kamen (Strojírenství)
- 2011 – Ingrid Daubechies (Elektrické inženýrství)
- 2011 – Jillian F. Banfield (Vědy o Zemi a životním prostředí)
- 2011 – John R. Anderson (Výpočetní technika a kognitivní vědy)
- 2011 – K.C. Nicolaou (Chemie)
- 2011 – Nicola Cabibbo (Fyzika)
- 2012 – Jerry Nelson (Elektrické inženýrství)
- 2012 – Lonnie Thompson & Ellen Stone Mosley-Thompson (Vědy o Zemi a životním prostředí)
- 2012 – Rashid Sunyaev (Fyzika)
- 2012 – Sean B. Carroll (přírodní vědy)
- 2012 – Vladimir Vapnik (Výpočetní technika a kognitivní vědy)
- 2012 – Zvi Hashin (Strojírenství)
- 2013 – Alexander Dalgarno (Fyzika)
- 2013 – Jerrold Meinwald (Chemie)
- 2013 – Kenichi Iga (Bowerova cena)
- 2013 – Michael Dell (Bowerova cena)
- 2013 – Robert A. Berner (Vědy o Zemi a životním prostředí)
- 2013 – Rudolf Jaenisch (biologie)
- 2013 – Subra Suresh (Strojírenství)
- 2013 – William Labov (Výpočetní technika a kognitivní vědy)
- 2014 – Ali H. Nayfeh (Strojírenství)
- 2014 – Daniel Kleppner (Fyzika)
- 2014 – Christopher T. Walsh (Chemie)
- 2014 – Joachim Frank (biologie)
- 2014 – Lisa Tauxe (Vědy o Zemi a životním prostředí)
- 2014 – Shunichi Iwasaki & Mark H. Kryder (Elektrické inženýrství)
- 2015 – Cornelia Bargmann (biologie)[4]
- 2015 – Elissa Newport (Výpočetní technika a kognitivní vědy)[5]
- 2015 – Charles L. Kane, Eugene Mele, & Shoucheng Zhang (Fyzika)[6][7][8]
- 2015 – Jean-Pierre Kruth (Bowerova cena)[9]
- 2015 – Jon Huntsman, Sr. (Bowerova cena)[10]
- 2015 – Roger Harrington (Elektrické inženýrství)[11]
- 2015 – Stephen Lippard (Chemie)[12]
- 2015 – Syukuro Manabe (Vědy o Zemi a životním prostředí)[13]
- 2016 – Brian F. Atwater (Vědy o Zemi a životním prostředí)
- 2016 – Nadrian C. Seeman (Chemie)
- 2016 – Patrick Soon-Shiong (Bowerova cena)
- 2016 – Robert S. Langer (přírodní vědy o živém)[14]
- 2016 – Shu Chien (Strojírenství)
- 2016 – Solomon W. Golomb (Elektrické inženýrství)
- 2016 – William J. Borucki (Bowerova cena)
- 2016 – Yale N. Patt (Výpočetní technika a kognitivní vědy)
- 2017 – Alan Mulally
- 2017 – Claude Lorius
- 2017 – Marvin L. Cohen
- 2017 – Mildred S. Dresselhaus
- 2017 – Douglas C. Wallace
- 2017 – Nick Holonyak, Jr.
- 2017 – Michael I. Posner
- 2017 – Mitsuo Sawamoto
- 2017 – Krzysztof Matyjaszewski
- 2018 – Philippe Horvath
- 2018 – Robert E. Kahn
- 2018 – Vinton Gray
- 2018 – John B. Goodenough
- 2018 – Helen Rhoda Quinn
- 2018 – Adrian Bejan
- 2018 – Manijeh Razeghi
- 2018 – Susan Trumbore